# Mitridatismo
Si dice mitridatismo una condizione di immunità a uno o più veleni raggiunta tramite l'assuefazione dovuta all'assunzione costante di dosi non letali degli stessi. Il termine deriva da Mitridate VI re del Ponto che per paura di essere avvelenato, cominciò a praticare il mitridatismo.

## Storia
Il padre di Mitridate VI era stato ucciso per avvelenamento, si dice per ordine della moglie. Lei cominciò a regnare sul Ponto come reggente, finché uno dei figli maschi non avesse raggiunto l'età. Mitridate VI era in competizione con il fratello (favorito dalla madre) per il trono. In gioventù cominciò a sospettare che la madre stesse tramando contro di lui, intuendo anche legami con ciò che era accaduto al padre. Cominciò a sentire dolore allo stomaco dopo aver mangiato e immaginò che la madre ogni giorno aggiungesse del veleno al cibo per ucciderlo lentamente così si diede alla macchia. Cominciò quindi a ingerire una piccola quantità di un mix di veleni ogni giorno fino a rendersi immune a tutti i veleni allora conosciuti.
Dopo la morte di Mitridate, molti medici romani hanno affermato di aver posseduto e migliorato la formula utilizzata. Come molte pratiche mediche dell'epoca, anche quella di Mitridate aveva una componente religiosa, infatti la cerimonia era sempre supervisionata dagli Agari, un gruppo di sciamani Sciti.
Si dice che il mistico russo Rasputin si sia salvato da alcuni avvelenamenti grazie al mitridatismo.
Anche l'epica indiana parla di questa pratica. Si dice che durante il regno di Chandragupta Maurya (320–298 a.C.) esisteva l'usanza di scegliere bellissime ragazze e somministrar loro piccole dosi di veleno rendendole insensibili a esso. Venivano chiamate Vishakanya (visha = veleno, kanya = fanciulla). Si diceva che andare a letto con una vishakanya portasse alla morte, ed erano, di conseguenza, utilizzate per uccidere i propri nemici.

## In pratica
È importante sottolineare che il mitridatismo non funziona con tutti i veleni, ma la sua efficacia dipende dal tipo di tossina. Inoltre questa pratica può portare all'accumulo di sostanze tossiche nell'organismo. Ciò dipende da come ogni composto è processato e metabolizzato nel nostro organismo. Per esempio l'esposizione a piccole quantità di certe sostanze come l'acido fluoridrico e i metalli pesanti ha effetti quasi nulli e quindi non può essere utilizzata a questo scopo.
In pratica, sono pochi gli usi che ha oggi il mitridatismo. Per esempio, può essere efficace sulle persone come ricercatori o operatori zoologici che lavorano con animali velenosi tipo scorpioni e serpenti. Il mitridatismo è stato testato con successo in Australia e Brasile, garantendo l'immunità ai morsi ripetuti di cobra e crotali. L'ofiologo Bill Haast ha utilizzato il mitridatismo e si dice che i maneggiatori di serpenti della Birmania si tatuino con il veleno di serpente per rendersi immuni.

## Nella cultura di massa

### Fumetti
- Monkey D. Rufy lo è diventato dopo essere scampato al veleno di Magellan;
- Nel manga Toriko vari personaggi, fra cui spicca Coco, possiedono questa caratteristica;
- Killua Zoldick nel manga Hunter x hunter viene allenato sin da bambino a resistere a qualsiasi tipo di veleno;
- Nella serie animata Lo straordinario mondo di Gumball viene fatto riferimento al mitridatismo nell'episodio Il test: tuttavia, Gumball si riferisce erroneamente a Mitridate come un "imperatore romano";
- In Saint Seiya - The Lost Canvas, Albafica (cavaliere d'oro del segno dei Pesci) viene sottoposto al mitridatismo dal suo maestro per poter resistere al veleno delle Royal Demon Roses;
- In Mission: Yozakura Family, i componenti della famiglia Yozakura possiedono questa caratteristica: Nanao però ha anche la possibilità di neutralizzare neurotossine e bombe biologiche e di sintetizzare antidoti grazie al suo corpo;
- In Redo of Healer Keyaru appena riacquisito memoria mangia molti funghi velenosi tutti i giorni per allenare la sua resistenza ai veleni.

### Libri
- Ne Il conte di Montecristo si accenna di Mitridate e della sua propensione ad assumere dosi giornaliere di veleno;
- Ne La battaglia delle tre corone, uno dei personaggi principali, Katharine, viene allenata fin da bambina ad assumere quantità di veleno, in particolare in preparazione a una cerimonia detta "Il Banchetto".

### Musica
- Opera lirica Mitridate, re di Ponto, di Wolfgang Amadeus Mozart;
- album Mitridate di Axos.

### Cinema
- film Riddick di David Twohy: Nel film Riddick esplora la zona in cui si trova e, arrampicatosi su una montagna, intravede una savana che però può essere raggiunta solo attraverso un passo sorvegliato da pericolosi animali velenosi simili a giganteschi scorpioni acquatici che vivono in pozze fangose. Dopo una lunga preparazione che prevede l'immunizzazione al veleno degli esseri tramite l'auto-iniezione di dosi sempre più elevate dello stesso, Riddick riesce nell'impresa, portando con sé anche un cucciolo di un animale feroce, simile ad uno sciacallo.